# Dicranomyia auripennis
Dicranomyia auripennis là một loài ruồi trong họ Limoniidae. Chúng phân bố ở miền Australasia.